# Пинто, Мануэль Гильермо
Мануэль Гильермо Пинто (исп. Manuel Guillermo Pinto; июнь 1783, Буэнос-Айрес — 28 июня 1853, Буэнос-Айрес) — аргентинский военный. Он дважды занимал должность губернатора провинции Буэнос-Айрес (1852—1853).

## Биография

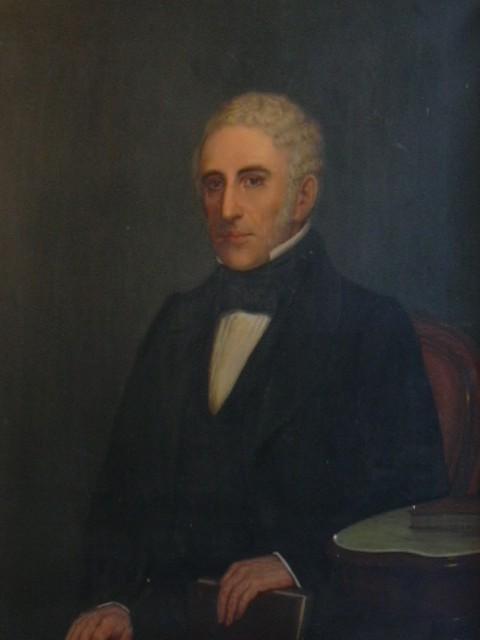
Портрет генерала Пинто

Родился в Буэнос-Айресе в июне 1783 года в семье Хоакина Пинто Гонсалеса и Риты Лобо Акосты. В юном возрасте он отправился в Испанию изучать право. Он вернулся в 1806 году и поступил на военную службу в качестве офицера Добровольческого артиллерийского корпуса Союза, чтобы сражаться против английских вторжений.
В 1810 году Мануэль Гильермо Пинто участвовал в Открытом совете, который принял решение о низложении вице-короля. Он входил в состав Вспомогательной армии и сражался в битвах при Суйпаче (1810) и Уаки (1811).
Его отправили с дипломатической миссией в Европу, где он провел некоторое время в Лондоне, а затем в Кадисе. Оттуда он вернулся в Лондон, где организовал поездку будущих генералов Хосе де Сан-Мартина и Карлоса Марии де Альвеара в Буэнос-Айрес. Вскоре после этого он вернулся в свой город и принял командование артиллерийским полком. Вместе с Сан-Мартином он участвовал в революции 8 октября 1812 года, которая свергла Первый триумвират и возвысила Второй триумвират. Он присоединился к ложе «Лаутаро».
В 1813 году Мануэль Гильермо Пинто присоединился к осаде Монтевидео, а затем к походу Карлоса Марии де Альвеара и Мануэля Доррего против Хосе Хервасио Артигаса в 1815 году. Он был произведен в чин полковника.
В 1819 году директор Хосе Рондо отправил его договориться о союзе против федералистов с португальским генералом Лекором, оккупировавшим Восточную полосу. Затем он присоединился к Армии Севера, которая двигалась из Кордовы в сторону Буэнос-Айреса, но был арестован, когда произошел мятеж в Арекито. Он участвовал в подавлении народных восстаний во время анархии 1820 года, хотя и был подвергнут кратковременному аресту на острове Мартин-Гарсия. С 1821 по 1824 год он был президентом провинциального законодательного собрания.
Он был депутатом Генерального конгресса 1824 года, представляя Мисьонес — провинцию, которую он не знал. В 1828 году он выступил против революции Хуана Лавалье и сражался на стороне Хуана Мануэля де Росаса. Он вернулся в законодательный орган на выборах 1829 года и был его президентом с 1833 года. Примерно в это же время он получил звание генерала. Будучи президентом того же государства в 1835 году, он голосовал за избрание Росаса и одобрил передачу «суммы государственной власти».
В следующем году он ушел из политики и остался в Буэнос-Айресе, посвятив себя коммерции.

## Государство Буэнос-Айрес

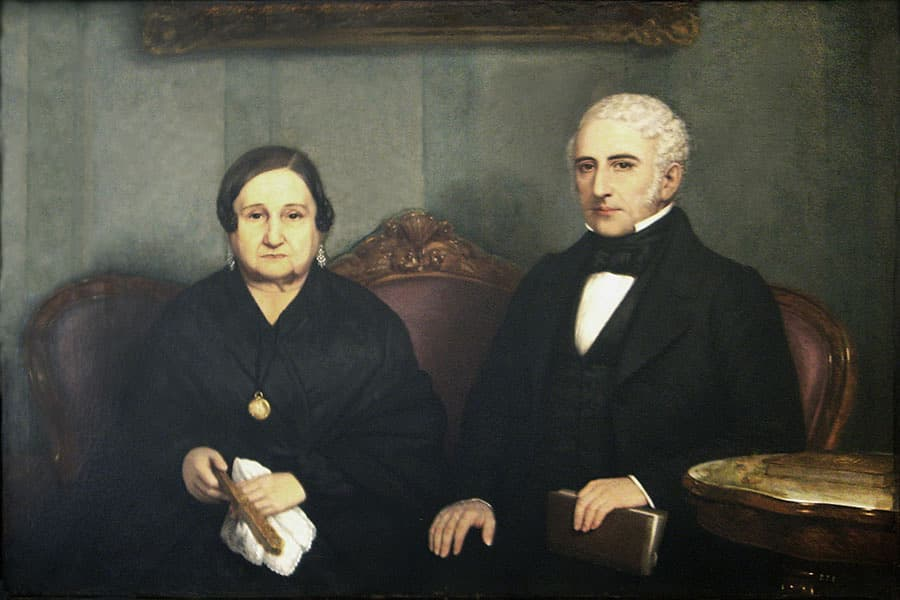
Мануэль Гильермо Пинто и Хуана Гарсия, ок. 1860

Вскоре после битвы при Касеросе, в феврале 1852 года, был избран новый законодательный орган, в состав которого вошли в основном новые члены. Одним из немногих, кто имел опыт законодательной деятельности, был Пинто, назначенный её президентом. В мае он был заместителем губернатора Висенте Лопеса, когда тот подписал Сан-Николасское соглашение. Когда законодательный орган отказался одобрить соглашение, Хусто Хосе де Уркиса в июне расторг его, потребовав признания Буэнос-Айреса на равных условиях с другими провинциями.
Группа офицеров под командованием полковника Хосе Марии Пирана организовала переворот 11 сентября, сразу после того, как Уркиса покинул город, чтобы открыть Учредительный съезд в Санта-Фе, и назначила Пинто временным губернатором. Он воссоединил законодательный орган, распущенный Уркисой, отклонил Сан-Николасское соглашение и разорвал отношения с Конфедерацией. Он хотел возглавить вторжение в провинции Кордова и Санта-Фе, но сумел лишь организовать экспедицию в провинцию Энтре-Риос (под командованием Мануэля Орноса и Хуана Мадариаги), которая окончилась неудачей.
В октябре он назначил выборы, и 31 октября 1852 года Валентин Альсина был избран губернатором. В нем провинция Буэнос-Айрес была объявлена «отдельной от Конфедерации». Это была фактическая независимость, хотя официально она продолжала называться провинцией Буэнос-Айрес.
Когда 7 декабря 1852 года Альсина подал в отставку после федеральной революции генерала Иларио Лагоса, Мануэль Гильермо Пинто снова был назначен временным губернатором. Ему пришлось защищать город от осады, которую наложил на него Лагос, к которому позже присоединился Уркиса. Он принял от него посланника и убедил его подписать договор, который оставлял все как есть, но предусматривал вывод войск из Лагоса. Уркиса отказался его подписывать. С конца декабря 1852 года по июль 1853 года Буэнос-Айрес оставался в осаде.
Осада была прекращена благодаря подкупу командира федерального отряда, американца Джона Холстеда Коу, который отправился в Буэнос-Айрес, а также подкупу сотен офицеров Лагоса.
Мануэль Гильермо Пинто скончался 28 июня 1853 года в осажденном Буэнос-Айресе. В его честь назван город Хенераль-Пинто в провинции Буэнос-Айрес .
Был женат на Хуане Гарсии Гонсалес (1792—1868), которая «как и ее партнер, пользовалась большим уважением за свою умеренность, культуру и патриотизм».